# فالکنهاگنر فلد
فالکنهاگنر فلد (به آلمانی: Berlin-Falkenhagener Feld) یک منطقهٔ مسکونی در آلمان است که در Spandau واقع شده‌است. فالکنهاگنر فلد ۳۴٬۷۷۸ نفر جمعیت دارد.